# Jon Pold
Jon Pold Christensen (født 1982) er en dansk bassist, komponist og sanger.

## Karriere
Jon Pold turnerede rundt som bassist med forskellige orkestre, hvilket førte til koncerter som support for kunstnere som Manfred Mann's Earth Band, Marcus Miller, Little Feat, Alanis Morissette og Mezzoforte.[kilde mangler]
I 2001 komponeret han musik til Danmarks Radios dokumentar Den uartige dreng.
I perioden 2008-2013 var han medlem af prog-rock bandet Euzen, og turnerede med dette band.
I 2013 begyndte han et samarbejde med Sylvester Larsen, hvor han har medvirket som bassist, arrangør og korsanger samt komponist.[kilde mangler]
I 2017 udsendte Jon Pold EP'en "Synergy". Hans efterfølgende albumudgivelse ON modtog positive anmeldelser, og nåede på den første måned over 50.000 streams.
I 2019 inkluderede Prog magazine "When Gods Die", på deres opsamlings CD, og skrev efterfølgende en artikel.
I juli 2019 medvirkede Jon Pold som bassist på singlen "Alt er Godt" med Chief 1 & Thomas Buttenschøn, og efterfølgende blev han bassist og kapelmester i Chief 1’s band.
I 2022 trådte Jon Pold ind som bassist og korsanger i bandet Bellami.
I 2023 udgav Jon Pold en ny single, der fik airplay i USA, England og Sydafrika.

## Privatliv
Jon Pold er søn af musiker Henning Pold Christensen.[kilde mangler]
Han bor på Amager med sin familie.

## Diskografi
Pold medvirker på:
- Den uartige dreng (Filmmusik, 2001)
- 180 grader Virvar (EP, 2005)
- Eudaimonia (Album, 2009)
- Little Man (Single, 2010)
- ViErVar (Remix, 2010)
- Sequel (Album, 2011)
- The End of Dancing (Album, 2013)
- Keep It in the Dark (Single, 2013)
- Set indefra (Album, 2013)
- Medgang og Modgang (Album, 2015)
- Synergy (EP, 2017)
- On (Album, 2019)
- Alt er Godt (Single, 2019)
- Imborrable (Filmmusik, 2019)
- Det Store K (Lydbog, H. Pold, 2019)
- Kunsten i at være ligeglad (Single, 2020)
- Sol i December (Single, 2020)
- Dear Friend (Single, 2021)
- Håb (Single, 2021)
- Højt over skyerne (Single, 2021)
- Kunsten i at være ligeglad (Album, 2021)
- Nordlig Sjæl (Album, 2022)
- Gemini (Single, 2022)